# Texananus handlirschi
Texananus handlirschi är en insektsart som beskrevs av Ball 1918. Texananus handlirschi ingår i släktet Texananus och familjen dvärgstritar. Inga underarter finns listade i Catalogue of Life.